# Caragol llistat de bosc
El caragol llistat de bosc (Cepaea nemoralis) és una espècie de gastròpode pulmonat terrestre freqüent a Europa, incloent-hi els Països Catalans, on és recol·lectada i consumida.

## Noms comuns

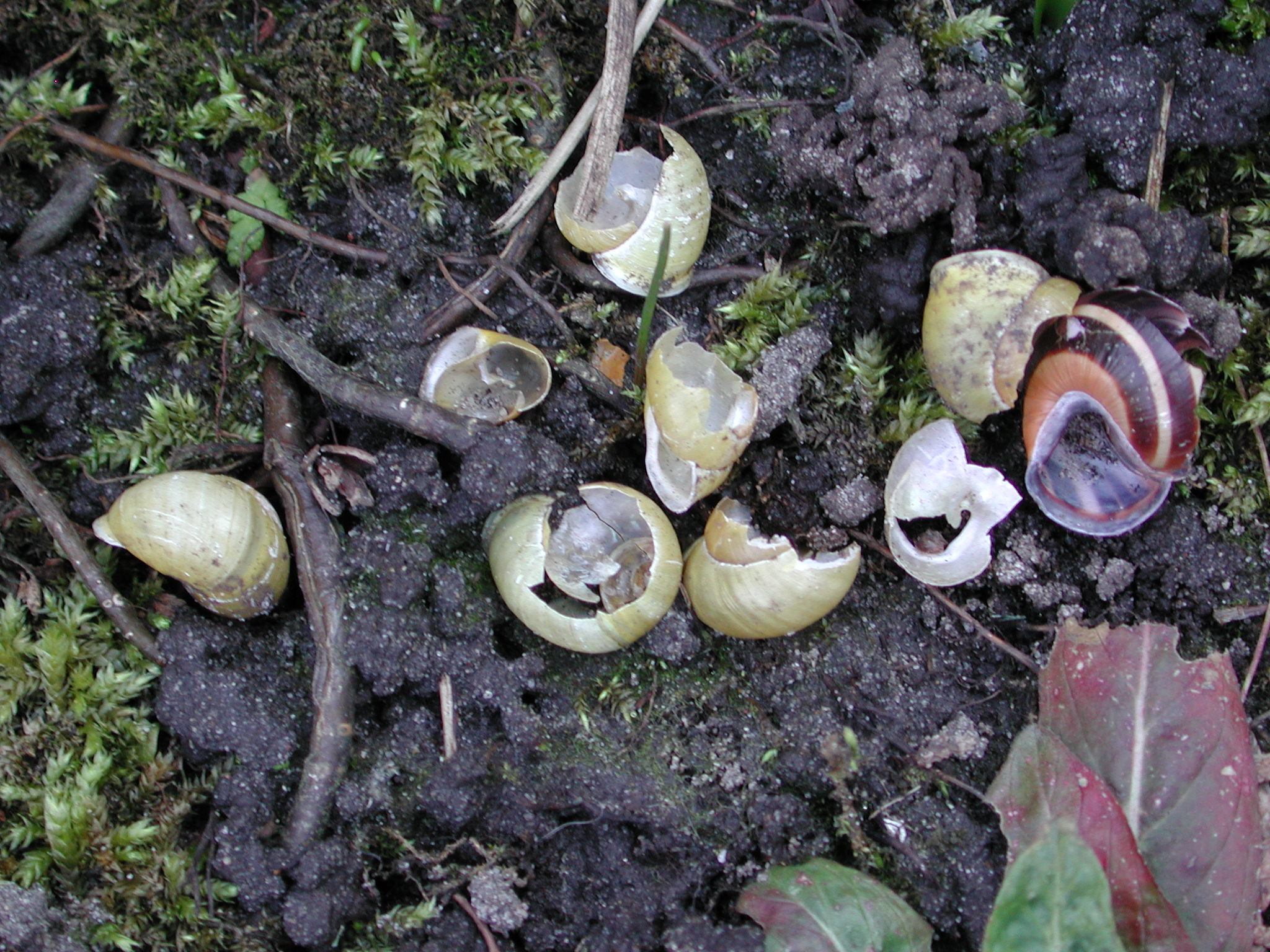
Resultat de la depredació de la merla sobre Cepaea.

La Història Natural del Països Catalans no dona cap nom comú per aquesta espècie. Tampoc hi ha referències fiables a internet; alguns noms comuns, que caldria corroborar són: caragol ratllat, caragol bandejat,
cargolina, cargol de muntanya, carregina de bosc (Alt Camp), caragol de roca planera, joanet, regina (Baix Ebre).

## Morfologia
És un caragol de grandària mitjana; la conquilla té una altura d'uns 20 mm i una amplària d'uns 25 mm, i de 4½ a 5½ voltes d'espiral. La grandària de l'ou és de 3,1 × 2,6 mm.
El seu color és molt variable, tant pel que fa al color de fons com a la presència de bandes fosques. El color de fons varia des de molt pàl·lid, gairebé blanc, a marró fosc, passant pel groc, rosa i marró clar. Les bandes varien en intensitat, amplària i nombre, des de cap fins a cinc. La vora de l'obertura de la conquilla ("llavi") acostuma a ser fosca. Aquest  polimorfisme ha estat molt estudiat des del punt de vista genètic i evolutiu. Marró, rosa, i groc amb marró domina sobre els altres colors, i rosa domina sobre groc; es coneix fins i tot una forma lleonada comuna en poblacions que habita en les dunes; es coneixen més d'un al·lel per a cadascun d'aquests colors. Se suposa que el color és un camuflatge enfront als depredadors, com el tord (Turdus philomelos), però també té importància per a la regulació de la temperatura corporal de l'animal; així, les conquilles més fosques absorbeixen més calor i s'escalfen més ràpid, de manera que els individus foscos es donen amb més freqüència en llocs més freds i ombrívols. Les formes amb bandes predominen en hàbitats herbacis, on es camuflen entre les ombres linears de la vegetació, mentre que les formes llises predominen en llocs boscosos.
C. nemoralis presenta una gran variabilitat en la coloració de la conquilla.

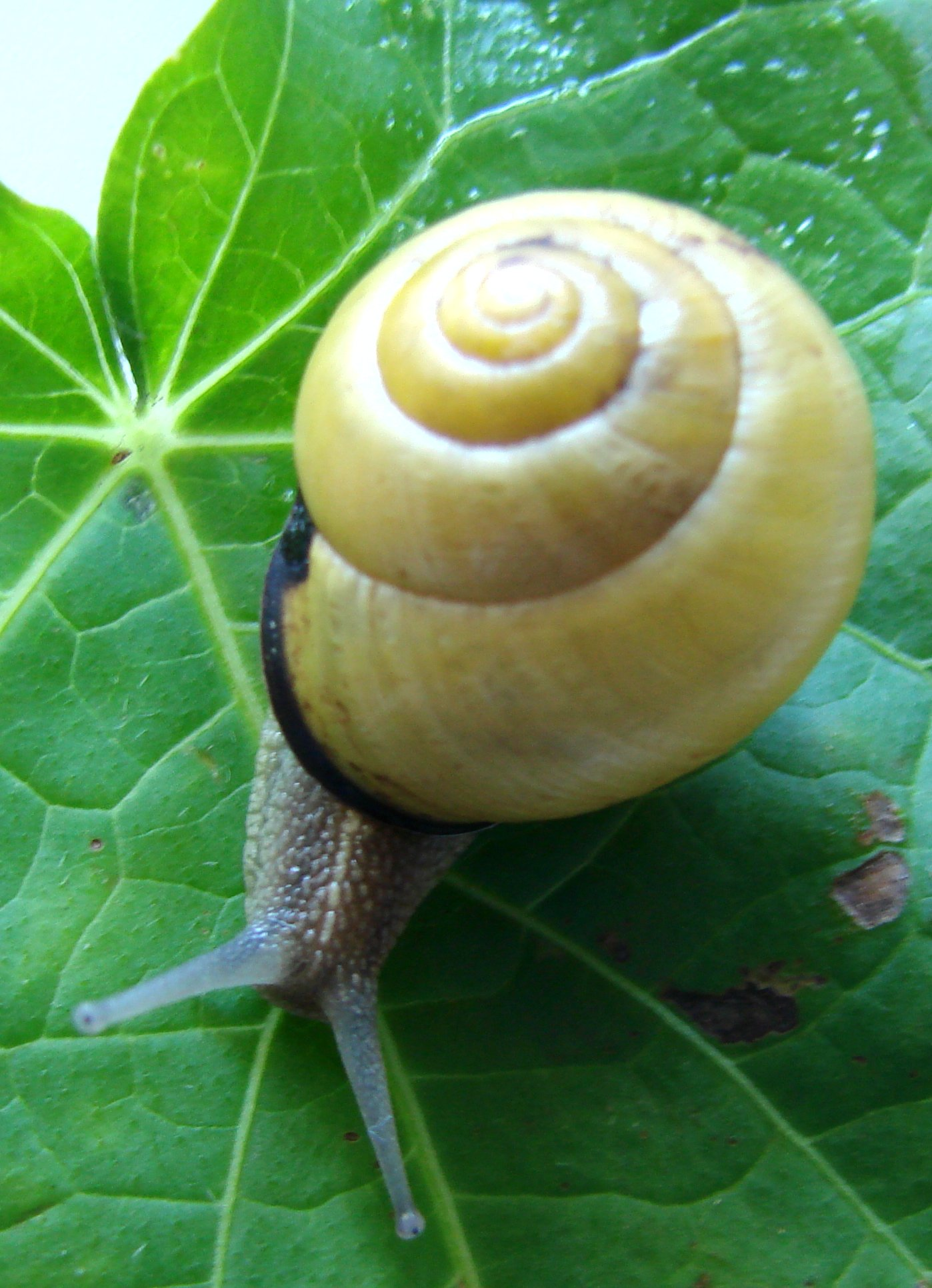
Cepaea nemoralis
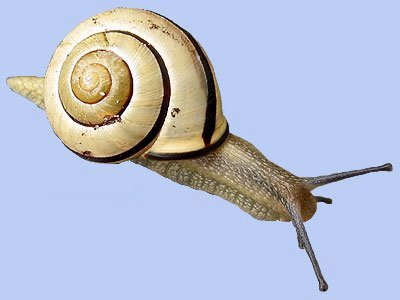
Cepaea nemoralis
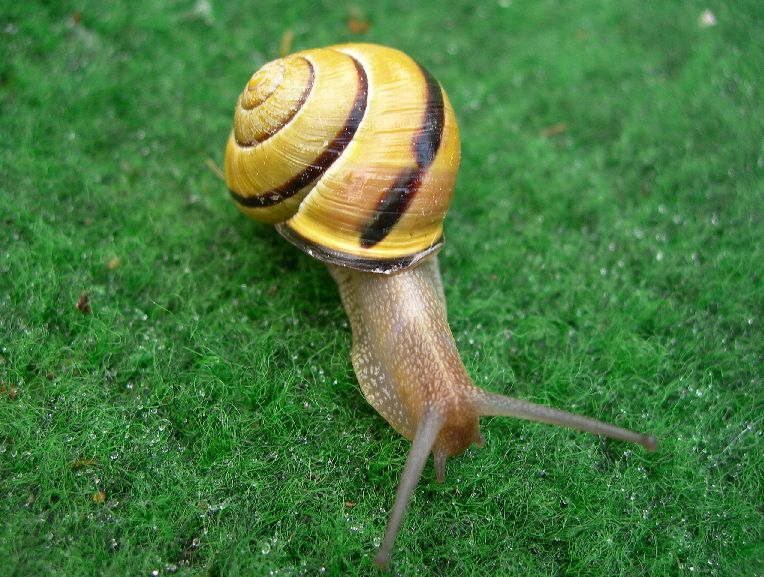
Cepaea nemoralis
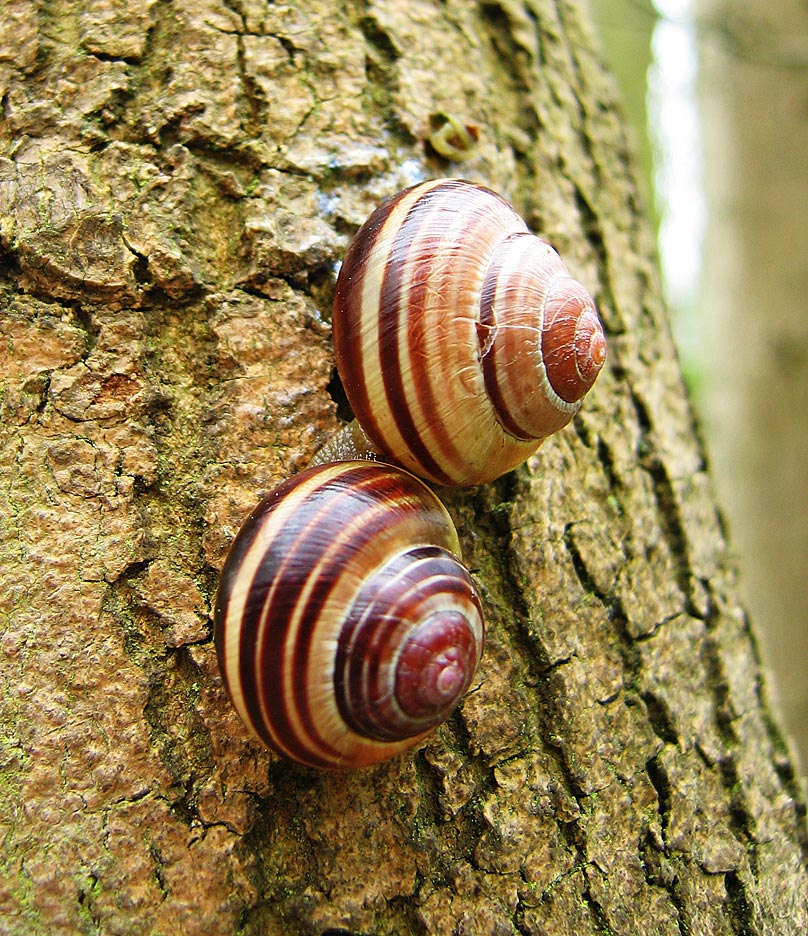
Cepaea nemoralis
Cepaea nemoralis
- Caragol llistat de bosc
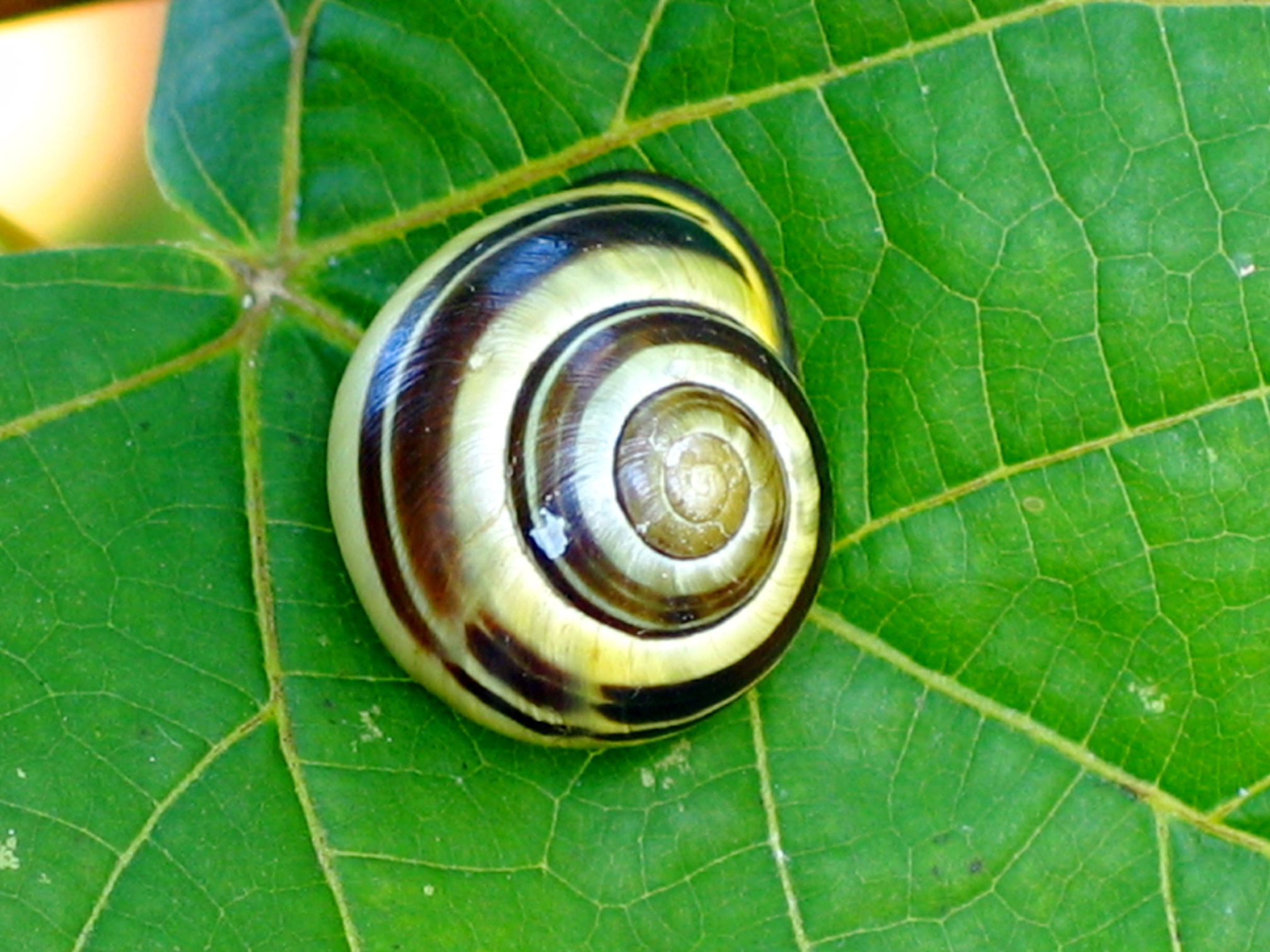
Cepaea nemoralis
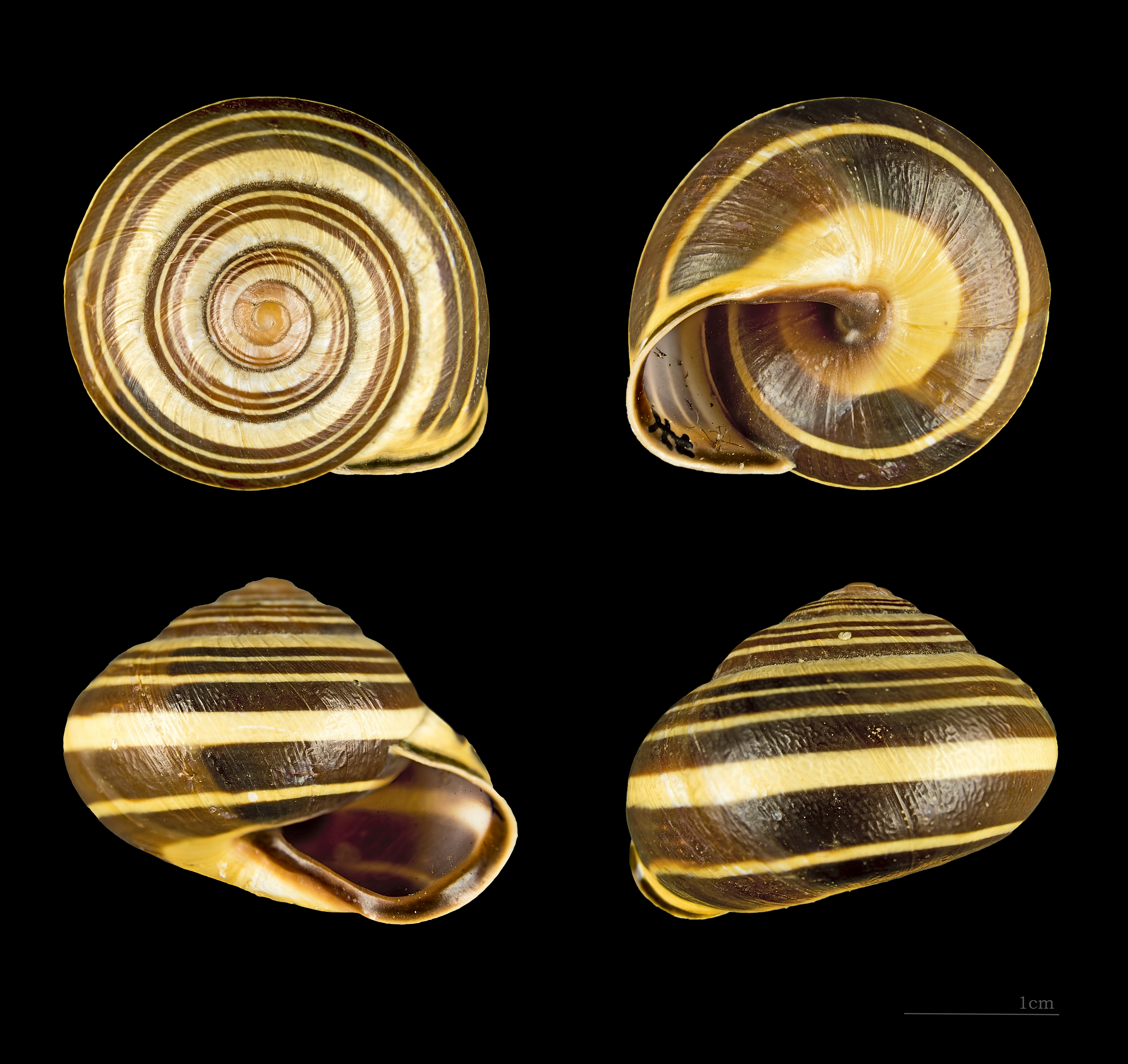
Caragol llistat de bosc
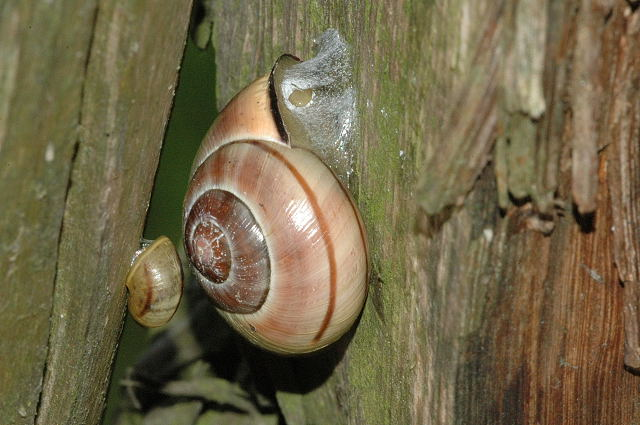
Cepaea hortensis, amb el llavi blanc
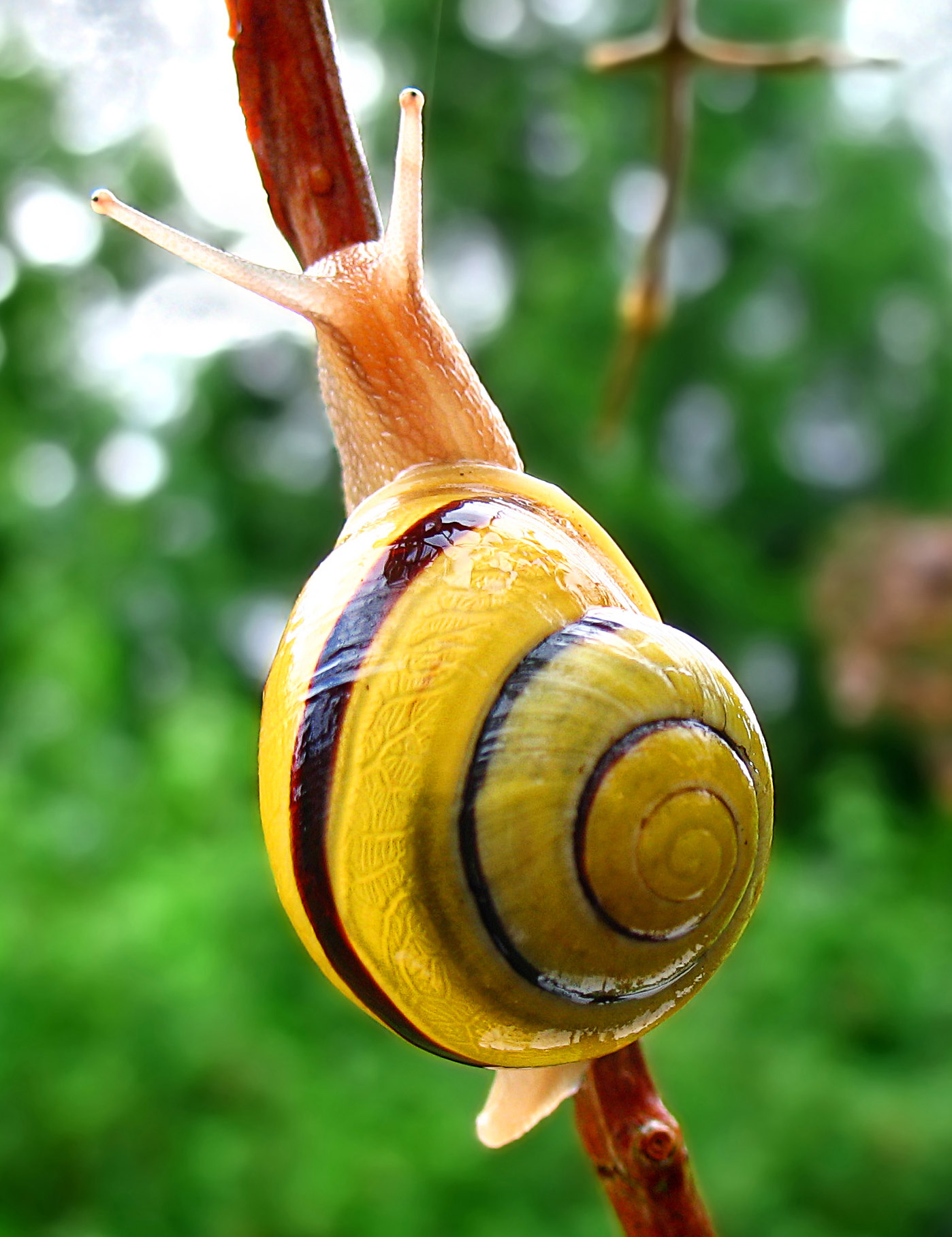
Cepaea hortensis, amb el llavi blanc

## Hàbitat i distribució
Cepaea nemoralis habita prats, boscos i jardins d'Europa centro-occidental i septentrional, des de la península Ibèrica fins a Ucraïna i Noruega A l'est d'Europa només viu a àrees urbanes i probablement ha estat introduïda.

## Subespècies
Es reconeixen dues subespècies de Cepaea nemoralis:
- Cepaea nemoralis nemoralis - Europa
- Cepaea nemoralis etrusca - Endèmica d'Itàlia

## Estat de conservació
No està a la llista roja de la Unió Internacional per a la Conservació de la Natura (UICN) (no avaluat, NE).

## Espècies similars
Cepaea nemoralis és molt similar a Cepaea hortensis, que també rep els mateixos noms vulgars car la gent no els percep com a dues entitats diferents. C. hortensis també mostra un polimorfisme cromàtic anàleg. Cepaea nemoralis és una mica més gran, però la diferència principal és que presenta la vora de l'obertura fosca, mentre que Cepaea hortensis la té blanca. No obstant això, de manera ocasional es presenten individus de Cepaea nemoralis amb el llavi blanc, pel que la identificació basada en la conquilla no és completament fiable. L'única manera segura per a la separació d'ambdues espècies és la dissecció per a examinar la seva anatomia interna, ja que l'estructura de l'aparell copulador i de les glàndules vaginals és completament diferent en ambdues espècies.

## Altres caragols de terra comuns a Catalunya
- Helix aspersa - caragol bover o moro
- Otala punctata - caragol cristià o jueu
- Iberus gualtieranus alonensis - vaqueta